# Zeus Patera
La Zeus Patera è una struttura geologica della superficie di Marte.